# بير توماس
بير توماس (بالإسبانية: Pere Tomàs)‏ مواليد 5 سبتمبر 1989، هو لاعب كرة سلة إسباني بدأ مسيرته الاحترافية في سنة 2007 يلعب مع فريق باسكت سرقسطة 2002 في ليغا أيه سي بي ويحمل الرقم 19.

## فرق لعب لها
- جوفينتوت بادالونا
- باسكت سرقسطة 2002

## روابط خارجية
- بير توماس على موقع الاتحاد الدولي لكرة السلة (الإنجليزية)
- بير توماس على موقع الدوري الأوروبي لكرة السلة (الإنجليزية)
- بير توماس على موقع الدوري الإسباني لكرة السلة (الإسبانية)
- بير توماس على موقع كرة السلة الأوروبية.كوم (الإنجليزية)
- بير توماس على موقع ريلجم (الإنجليزية)
- بير توماس على موقع بروبوليرز (الإنجليزية)
- بير توماس على موقع سبورتس رفرنس (الإنجليزية)